# Germanialand
Germanialand o Germania Land és una península que es troba al nord-est de Groenlàndia. Tot i la seva latitud, és en gran part lliure de gel.

## Història
A la costa hi ha restes d'assentaments inuits, però des del punt de vista europeu va ser descoberta el 1870 per la segona Expedició Alemanya al Pol Nord dirigida per Carl Koldewey. Un equip expedicionari dirigit per Carl Koldewey i Julius Payer hi arribà procedent de gairebé 280 km al sud, el port on hivernava el vaixell Germania, prop de l'illa Sabine. Al centre de la península hi deixaren un cairn per marcar el punt més septentrional al qual havien arribat. La península no va ser nomenada fins a començaments del segle XX per Ludvig Mylius-Erichsen, líder de l'expedició danesa de 1906-1908, per commemorar l'expedició alemanya.

## Geografia
Germanialand ocupa una superfície d'uns 2400 km² i es troba a la Terra del Rei Frederic VIII, al Parc Nacional del Nord-est de Groenlàndia, entre el Skaerfjord i la badia de Dove. L'illa Store Koldewey es troba al sud del cap Bismarck, el punt meridional de la península. Germanialand és majoritàriament pla i a l'estiu majoritàriament lliure de gel. Només al nord hi ha dos casquets de gel. Les planes del sud tenen nombrosos rius i llacs.
L'estació meteorològica de Danmarkshavn, que compta amb vuit persones fixes, es troba a la seva costa sud-est.